# Glückspilze (1971)
Glückspilze ist eine deutsche Fernsehfilmkomödie von 1971 zum Jahresauftakt der Glücksspirale. Unter der Regie von Thomas Engel spielen Christian Wolff und Loni von Friedl die Hauptrollen. Über 30 Topstars der deutschen Film- und Fernsehunterhaltung des zurückliegenden halben Jahrhunderts sowie zahllose weitere bekannte Gesichter der Bundesrepublik (wie etwa die Boxer Max Schmeling und Bubi Scholz, die zwei Polizisten spielen) absolvieren hier Gastauftritte.

## Handlung

Logo der Lotterie Glücksspirale, zu deren Auftakt im Jahre 1971 diese Komödie gedreht wurde

Die eher dürre Rahmenhandlung dient primär dazu, die Zuschauer dazu zu animieren, sich Lose der Glücksspirale zu kaufen, denn durch den Erwerb, so will die Handlung suggerieren, wartet das „große Glück“.
Ein solches Glückspilze-Pärchen, dem das Glück beinah durch die Finger rinnt, ist der junge Arzt Dr. Harry Märzdorf und seine Verlobte Tina. Obwohl noch nicht verheiratet, setzen die beiden Liebesleute spaßeshalber beim Kauf ihres Loses den Ehenamen Märzdorf ein, im Glauben, eh nicht zu gewinnen. Als in der Ziehung aber das Glückslos auf sie fällt und beide ein Einfamilienhaus in Empfang nehmen könnten, steht ihr unkorrekter Eintrag der Entgegennahme des Gewinns entgegen. Nun sind Harry und Tina in der Bredouille, und es heißt, so schnell wie möglich ihren Beziehungsstand zu „legalisieren“ und zu heiraten, um in den Besitz der eigenen vier Wände zu geraten. Nur dumm, dass ausgerechnet jetzt ein Streit dazwischen kommt und die Eheschließung vorübergehend in einige Ferne rückt, ehe es schließlich doch noch zum Happy End kommt …
Die Kernhandlung wird eingerahmt von zahlreichen, humorigen, sketchartigen Szenen, in der sich eine Fülle von Altstars der deutschen Medienlandschaft (Film, Fernsehen, Gesang und Sport) die „Klinke in die Hand gibt“. Unter anderem sind zu sehen:
- Hauptdarsteller Christian Wolff in einer Szene vor einem Postschalter, wo er von Günther Lüders bedient wird. Mit ihm in der Warteschlange stehen die drei Film-Altstars Rudolf Prack, Willy Birgel (in seiner letzten Rolle) und Dieter Borsche.
- Wolff, der als Arzt Willy Millowitsch mehrere Kniebeugen machen lässt. Rudi Carrell spielt einen weiteren Wolff-Patienten.
- Hauptdarstellerin Loni von Friedl mit Heinz Erhardt in einer Kneipenszene.
- Peter Frankenfeld als Autofahrer, der von den Brüdern Horst Michael und Günther Neutze als Tankwarte bedient wird.
- Tankwart Günther Neutze mit den Stummfilmdiven Lil Dagover und Käthe Haack in einer weiteren Tankstellenszene.
- Dieter Thomas Heck, der an der Tankstelle sein Motorrad betankt, ohne dafür zu bezahlen. Katja Ebstein spielt seine Freundin.
- Heintje in der Rolle eines Zeitungsjungen, der Wolff an der Haustür Zeitungen verkaufen will.

## Produktionsnotizen
Die Auftragsproduktion des NDR wurde am Sonntag, den 5. September 1971 in der ARD ausgestrahlt.
Hans-Henning Heyde übernahm die Produktionsleitung. Karl-Hermann Joksch gestaltete das Szenenbild. Peter Sonntag sorgte für den Ton.

## Kritik
„Beim Lotterie-Auftakt ‚Glückspilze‘ gab’s viele Stars und Lacher – Zum Auftakt der Fernsehlotterie waren fünf Dutzend Stars bereit, ohne Gage einen Jux zu machen. Horst Pillau hatte dazu die Idee vom Pärchen, das heiratet, um einen Gewinn nicht zu verlieren. In Familie und Bekanntschaft der beiden placierte er viele Pointen über Neureiche und Showleute. Für Zuschauer war es ein richtiger Sport, die zum Teil in Mini-Rollen versteckten Prominenten aufzuspüren. Gelächter für den guten Zweck.“